# Sloužili dva kamarádi
Sloužili dva kamarádi (rusky Служили два товарища – Služili dva tovarišča, možno přeložit také „Sloužili dva soudruzi“) je sovětský válečný film z roku 1968 natočený Jevgenijem Karelovem podle scénáře Julija Dunského a Valerije Frida.

## Děj
Děj je zasazen do bojů o Krym v závěrečné fázi Ruské občanské války v roce 1920, kdy se zbytky bělogvardějské armády brání na Krymu pod vedením Pjotra Wrangela. Hlavními hrdiny filmu jsou dva vojáci Rudé armády, Andrej Někrasov hraný Olegem Jankovským a Ivan Trofimovič Karjakin hraný Rolanem Bykovem. Zatímco Někrasov je bývalý fotograf s nevhodným třídním původem a unavený válčením, Karjakin je nadšený, byť degradovaný voják. Když se rudoarmějcům podaří ukořistit kameru Debrie Parvo, rozhodne se plukovník (hraný Anatolijem Papanovem) použít ji pro letecké snímkování nepřátelské obrany na Perekopské šíji. Úkol zadá Někrasovovi, jehož doprovází a hlídá politicky spolehlivý Karjakin. Letoun je ovšem po dokončení snímkování nucen nouzově přistát, pilot zahyne a Někrasov s Karjakinem padnou do rukou machnovců. Nakonec se jim podaří dostat se zpět ke svým (a prokázat, že nejsou špioni), nicméně se ukáže, že film je nepoužitelný. Někrasov je podezírán Karjakinem ze sabotáže, ale prokáže svou loajalitu nakreslením plánu opevnění po paměti – jím nakreslené plány se shodují s informacemi od dezertérů.
V druhé dějové linii sleduje film dění na druhé straně fronty: Poručík Alexandr Nikitič Brusencov hraný Vladimirem Vysockým se účastní marné obrany Krymu. Při pobytu v Sevastopolu omylem zastřelí kamaráda a odmítne se vzdát svého koně, proto je poslán ze Sevastopolu na frontu do opevnění na Perekopské šíji. Rudoarmějci ovšem opevnění obejdou přes Syvaš a obrana se hroutí. Brusencov v rámci ústupu zastřelí Někrasova a vrátí se do Sevastopolu, odkud se zbytky armády evakuují pryč. Před evakuací se ještě stihne oženit se zdravotní sestrou Sašou (hraje ji Ija Savvinová), nicméně nakonec se sám zastřelí.

## Obsazení
| Oleg Ivanovič Jankovskij       | Andrej Někrasov            |
| Rolan Anatoljevič Bykov        | Ivan Trofimovič Karjakin   |
| Vladimir Vysockij              | Alexandr Nikitič Brusencov |
| Ija Sergejevna Savvinová       | zdravotní sestra Saša      |
| Anatolij Dmitrijevič Papanov   | plukovník Rudé armády      |
| Nikolaj Afanasjevič Krjučkov   | četař Rudé armády          |
| Pjotr Vasiljevič Krylov        | náčelník štábu Rudé armády |
| Juozas Stanislavovič Budrajtis | člen štábu Rudých          |
| Nikolaj Petrovič Burljajev     | Sergej Lukaševič           |
| B. Silanťjev                   | kombrig                    |
| Alla Sergejevna Děmidovová     | komisařka                  |
| Rostislav Ivanovič Jankovskij  | plukovník Vasilčikov       |
| Roman Děnisovič Tkačuk         | bělogvardějský důstojník   |
| Apollon Vladimirovič Jačnickij | soused Saši                |
| Vasilij Vasiljevič Fušič       | Savčuk, machnovec          |
| Valerij Semonovič Frid         | Semjon Markovič, chirurg   |
| Boris Molodan                  |                            |
| Valentina Fjodorovna Berezucká |                            |
| Nikolaj Ivanovič Parfjonov     | bělogvardějský důstojník   |
| Veniamin Směchov               | baron Krauze               |
| Kirill Nikolajevič Zamoškin    | vůdce machnovců            |
| Vadim Borisovič Šavrov         | pilot letounu              |
| Jurij Alexandrovič Kuzmenkov   | voják                      |